# Josef Ponten
Josef Ponten, né le 3 juin 1883 à Raeren près d'Eupen et mort le 3 avril 1940 à Munich (Bavière) était un écrivain, historien d'art et géographe allemand. 

## Biographie
Né près de la frontière belge, Ponten passe son enfance entre Lontzen, Raeren et Aix-la-Chapelle. Après ses premiers œuvres, "Jungfräulichkeit" (1907) et "Siebenquellen" (1909), il s'engage en 1914 dans l'armée allemande comme chauffeur. Engagé sur différents fronts, il devient entre autres témoin de l'incendie de la ville universitaire belge de Louvain. 
Son roman "Der babylonische Turm" (1918) reçoit les éloges de Thomas Mann qui participe ainsi à sa percé littéraire et devient un ami pour toute la durée des années vingt. 
En 1933 il est à l'apogée de sa carrière. Refusant de partir en exil, il s'adapte au nouveau régime, sans pour autant devenir membre de la NSDAP ou de faire des déclarations ouvertement nazies. Il est un des signataires de la Gelöbnis treuester Gefolgschaft, serment de fidélité d'artistes à Hitler assez contesté. 

## Œuvres
- Alfred Rethel. Des Meisters Werke in 300 Abbildungen. DVA 1911
- Die Insel. DVA 1918
- Der babylonische Turm. Geschichte der Sprachverwirrung einer Familie. DVA 1918
- Der Knabe Vielnam. Fünf Novellen, Szenen einer Jugend. S. Fischer, Berlin 1921
- avec Heinz Rosemann & Hedwig Schmelz: Architektur, die nicht gebaut wurde. DVA 1925
- Siebenquellen. Ein Landschafts-Roman. Nachwort Hanns Martin Elster. Deutsche Buch-Gemeinschaft, 1926
- Aus deutschen Dörfern zwischen Maas und Rhein und an der Wolga. Mit Holzschnitten von Ernst Doelling. Freunde der Deutschen Bücherei, Leipzig 1927
- Europäisches Reisebuch. Landschaften, Räume, Menschen. Schünemann, Bremen 1928
- Volk auf dem Wege. Roman der deutschen Unruhe. DVA 1930 ff.

1. Im Wolgaland.
2. Die Väter zogen aus.
3. Rheinisches Zwischenspiel.
4. Die Heiligen der letzten Tage.
5. Der Zug nach dem Kaukasus.
6. Der Sprung ins Abenteuer.